# San snova (televizijska serija)
San snova (radnog naziva Prva liga) hrvatska je telenovela autora Mirne Miličić, Vlade Bulića i Gorana Rukavine, koja se emitirala od 28. kolovoza 2023. do 29. travnja 2024. na RTL Televiziji, serija se istovremeno prikazivala i u BiH na Federalnoj televiziji od 29. kolovoza 2023. do 21. svibnja 2024.

## Pregled serije
Epizode se prikazivale dan ranije na platformi Voyo od prikazivanja na televiziji, a prva epizoda puštena je 26. kolovoza.
Iako je u početku bilo planirano da serija ima 180 epizoda, na kraju je imala 145 epizoda.
Serija je naišla i na negativne reakcije publike i kritičara. Na IMDb-u serija ima prosječnu ocjenu 3.3/10.
| Sezona | Sezona | Epizoda | Premijera          | Finale            |
| ------ | ------ | ------- | ------------------ | ----------------- |
|        | 1.     | 145     | 28. kolovoza 2023. | 29. travnja 2024. |

## Glumačka postava

### Protagonisti
| Glumac/ica  | Lik         |
| ----------- | ----------- |
| Marko Braić | Alen Stošić |
| Tea Šimić   | Maja Romić  |

Obitelj Stošić
- Marko Braić kao Alen Stošić, nogometaš, glavni trener seniora GNK Croatia, Majin suprug
- Emir Hadžihafizbegović kao Mirko Stošić, Alenov otac, Jasnin suprug, menadžer i poduzetnik
- Ivana Krizmanić kao Jasna Stošić, Alenova majka i Mirkova supruga
- Tea Šimić kao Maja Romić Stošić, odvjetnica, Mateova sestra, Alenova supruga

Obitelj Romić
- Josip Brakus kao Mateo Romić, Majin brat, nogometaš GNK Croatia, Lanin dečko
- Slaven Knezović kao Ante Romić, Mateov i Majin otac i Tonkin muž
- Andrijana Vicković kao Tonka Romić, Mateova i Majina majka i Antina supruga

Obitelj Herman
- Frano Lasić kao Rudolf Herman, arhitekt, Sonjin i Zvonimirov otac
- Nadia Cvitanović kao Sonja Herman, inženjerka građevine, Rudolfova kći, Zvonimirova sestra, bivša Alenova djevojka, bivša šefica NK Pučki
- Marko Petrić kao Zvonimir Herman, bivši student arhitekture, Instagram „zvijezda”, Sonjin brat, Rudolfov sin, suvlasnik kluba GNK Croatia
- Arija Rizvić kao Kristina Ćuk Marić, manekenka, influencerica, nekadašnja miss i bivša Alenova djevojka

Obitelj Bubalo
- Zlatan Zuhrić kao Stjepan Bubalo, vlasnik nogometnog kluba Croatia, Višnjin muž i Lanin otac
- Buga Marija Šimić kao Lana Bubalo, Stjepanova i Višnjina kćer, Mateova djevojka
- Mila Elegović kao Višnja Šarić, Stjepanova supruga

### Sporedni likovi
- Filip Juričić kao trener Goran Kurajić, nekadašnji golman, pomoćni trener seniora GNK Croatia
- Mislav Čavajda kao odvjetnik Mislav Pavlek, bivši Majin šef
- Nives Celzijus kao starleta Nives Peharda, vlasnica trgovine muške odjeće, voli flertovati s nogometašima, Kristinina bivša prijateljica, Teletovićeva žena
- Žarko Radić kao svećenik don Marinko
- Petra Dugandžić kao Helena, Bubalova tajnica
- Nada Gačešić-Livaković kao Lada Paladin, bivša Stošićeva susjeda, bivša radnica u protokolu predsjednika, Rudolfova bivša prijateljica
- Natalija Đorđević kao Barbara Žanić, Karlova majka
- Ana Begić Tahiri kao Brankica, kondicijska trenerica
- Janko Rakoš kao policajac Zlatko Galić, bivši Stošićev susjed
- Dominik Čičak kao Leo Eldić, bivši Stošićev susjed
- Joško Ševo kao Antiša
- Jurica Marčec kao nogometaš Karlo Žanić, Barbarin sin
- Kristijan Ugrina kao nogometni trener Felš
- Petar Baljak kao Damir Teletović, nogometaš kojeg je Bubalo kupio od njegovog strica, kao zamjenu za Alena Stošića.
- Pedro Soltz kao Andrej, poduzetnik, Višnjin odvjetnik i bivši ljubavni partner
- Alan Katić kao ortoped kluba NK Croatia
- Marko Vargek kao komentator na utakmicama NK Croatia

### Gostujuće uloge
- Jadran Puharić kao muškarac u procesiji
- Ana Takač kao prevoditeljica
- Dino Rogić kao Dujmović, stari Alenov kolega nogometaš, bivši Nivesin dečko
- Mario Valentić kao Gatuzlo, nogometaš s rehabilitacije
- Draško Zidar kao Srećko Mara "Tetak", stric Damira Teletovića
- Pero Juričić kao gospodin Kristek, član društva arhitekata
- Miran Kurspahić kao Dinko Bulajić Budala, Bumbar navijačke skupine GNK Croatie, po zanimanju zubar
- Dean Krivačić kao Sebastijan "Lopov"
- Dražen Bratulić kao sudac
- Petar Ćiritović kao Ivica Katić, vlasnik Miskula, firme koja se bavi nogometnim statistikama
- Stjepan Gašparić kao Hrvoje, sportski novinar
- Vladimir Posavec Tušek kao odvjetnik Prelas, bivši Kristinin odvjetnik
- Vibor Kreković kao voditelj sportske emisije
- Marko Kasalo kao Vedran "Mico", novinar magazina "Sorry"
- Ana Ćapalija kao doktorica u rehabiltacijskoj klinici "Radić"
- Vedran Komerički kao fotograf Siniša
- Mark Šokčić kao Sluško, bivši Alenov kolega s posla
- Darko Janeš kao sudac Dražić
- Lucija Alfier kao Ksenija, Alenova bivša cura
- Lucija Dujmović kao Lara, Alenova bivša cura
- Marko Kotar kao Papak, nogometaš GNK Croatia
- Jan Leko kao konobar
- Roko Protić kao Luka Lavićka, nogometaš koji svira flautu
- Antun Tudić kao Leov ujak
- Dragan Veselić kao Toni, Antišin prijatelj iz sela koji zaposli Maju
- Tara Rosandić kao Irina Vokić, Leova profesorica
- Dominik Karakašić kao Stipe, Markov i  bivši Majin kolega u uredu za viši postupak prerealizaciji EU projekata
- Tomislav Zorjan kao Marko, Stipin i  bivši Majin kolega u uredu za viši postupak prerealizaciji EU projekata
- Mladen Klarić kao Koki, dizajner
- Lada Bonacci kao mama Lavićka nogometaša Luke
- Vlado Kopčić kao Darko, šef ureda za viši postupak prerealizaciji EU projekata
- Hrvoje Barić kao sudac
- Dušan Gojić kao Jure Šipraga, bivši računovođa u GNK Croatia
- Zoran Cipek kao revizor
- Tihomir Kosić kao prihijatar
- Mario Španić kao investitor
- Ivan Molnar kao Ozren, konobar u squash klubu
- Pedja Bajović kao profesor Janjić
- Marija Kurko-Barić kao ministrica
- Zrinka Maltarić kao djelatnica u pošti
- Mada Peršić kao novinarka iz Sorryja
- Lara Jerončić kao Ljilja Kožul
- Tea Vekić kao maserka
- Snježana Veronika Kovačić kao Bilja Kožul
- Davor Dokleja kao lažni velečasni
- Vesna Betcik kao uplakana žena na groblju 1
- Jelena Jurković kao uplakana žena na groblju 2
- Maro Drobnić kao doktor
- Goran Grgić kao bivši načelnik policije
- Radovan Vujković
- Vanja Gvozdić kao zaposlenik na pumpi
- Maja Bajsić kao Marina, zaposlenica na pumpi
- Sven Jakir kao Sven
- Ivica Gunjača kao Vili
- Tomislav Štriga kao Špec, Alenov bivši trener
- Nino Lehki kao lopov bicikla
- Neven Aljinović Tot kao brat lopova bicikla
- Elvis Bošnjak kao Slavko Marić, vlasnik NK Pučki
- Antonio Perušina kao podstanar u Špecovom stanu
- Semir Hasić kao švercer, koji prebacuje Jasnu i Mirka preko BiH granice
- Krešimir Brezovac kao novinar Sportskog Dnevnika
- Gloria Navarro Copa kao Gloria
- Žarko Savić kao sudac na parnici
- Siniša Uštulica kao dizajner
- Robert Beg kao čovjek na razgovoru za posao
- Kristijan Musić kao striper
- Branko Balon kao doktor
- Ivan Košar kao prometni policajac
- Matija Moćan
- Dunja Sepčić kao bivša Slavkova supruga
- Željko Šestić kao Željko
- Igor Zdjelarević kao Mrzljak, nogometaš seniora GNK Croatia
- Lucija Barišić kao Mirta, novinarka
- Jolanda Tudor kao Ivka
- Adi Prohić kao policajac
- Tesa Litvan kao Lucija, Lavičkova sestra, bivša Mateova cura
- Ivan Grčić kao Mićo
- Mirta Zečević kao Zdenka Bucković
- Katarina Šestić Baotić kao Danica Bucković, Zdenkina kćer, bivša Zvonimirova djevojka
- Matino Antunović kao Vinko Dizdarević,Dizel,igrač  NK Croatije
- Sofija Likić kao Luna Dizdarević,Latičina i Dizelova kćer
- Tonka Mršić kao Latica,bivša Dizelova žena,Lunina majka
- Asim Ugljen kao Nikica Perković,direktor SNL-a

## Snimanje
Snimanje serije sa 78 glumaca počelo je početkom svibnja 2023. u studiju Jadran filma od 800 kvadratnih metara, na dva kata i ukupno 16 setova. Produkcijski tim sastoji se od stotinjak ljudi. Od 12. lipnja snimanje se preselilo u Makarsku gdje je RTL predstavio seriju. Točnije, mjesto Biokovo ekraniziralo je mjesto Kamen, rodno mjesto mnogih likova iz serije kao i glavnog lika nogometaša Alena.

## Promocija
Serija je službeno predstavljena u Makarskoj na RTL-ovoj novinskoj konferenciji, 11. lipnja 2023. Prva najava serije objavljena je 28. srpnja 2023. na RTL-u i njihovim mrežnim stranicama i službenim društvenim mrežama. Serija je najavljena za jesen, a 18. kolovoza RTL je objavio da serija počinje s prikazivanjem 28. kolovoza.

## Inozemno prikazivanje
| Država              | Televizija | Premijera          | Finale            |
| ------------------- | ---------- | ------------------ | ----------------- |
| Bosna i Hercegovina | FTV        | 29. kolovoza 2023. | 21. svibnja 2024. |

## Vanjske poveznice
- Službena stranica na rtl.hr
- San snova u internetskoj bazi filmova IMDb-a